# لاو فیلمز
لاو فیلمز (انگلیسی: Luv Films) شرکت فیلمسازی هندی که در سال ۲۰۱۲ توسط لاو رانجان و آنکور گارگ تأسیس شد. این شرکت که در بمبئی مستقر است فیلم‌های سینمایی و تجاری را تولید و توزیع می‌کند. در یک دورهٔ کوتاه، این شرکت فیلمسازی با تولید فیلم‌هایی همچون تو دروغگو من مکار، سونو، تیتو، سوئیتی، ولگرد، عشقت را به من بده و پرش خودش را به عنوان یکی از تولیدکنندگان برجسته در صنعت فیلم هند ثابت کرد.

## سرمایه‌گذاری در تولید فیلم
لاو فیلمز
این شرکت تولید مشترک خود را با یک شرکت فیلمسازی، با فیلم سونو، تیتو، سوئیتی شروع کرد، در این فیلم کمدی رمانتیک که به کارگردانی لاو رانجان ساخته شد، کارتیک آریان، نصرت باروچا و سانی سینگ نقش آفرینی کردند و این فیم در روز ۲۳ فوریه ۲۰۱۸ اکران گردید. فیلم نظرات مثبتی را دریافت کرد ودر زمان خودش با فروشی بیش از ۱۰۰ کرور روپیه در گیشه، به موفقیت بسیار بزرگی دست یافت.